# Кренсдорф
Кренсдорф (нем. Krensdorf) — коммуна (нем. Gemeinde) в Австрии, в федеральной земле Бургенланд. 
Входит в состав округа Маттерсбург.  Население составляет 626 человек (на 2016 года). Занимает площадь 7,77 км². Официальный код  —  10619.

## Политическая ситуация
Бургомистр коммуны — Карл Ицмении (АНП) по результатам выборов 2007 года.
Совет представителей коммуны (нем. Gemeinderat) состоит из 13 мест.
- АНП занимает 7 мест.
- СДПА занимает 6 мест.